# Teatro (arquitetura)

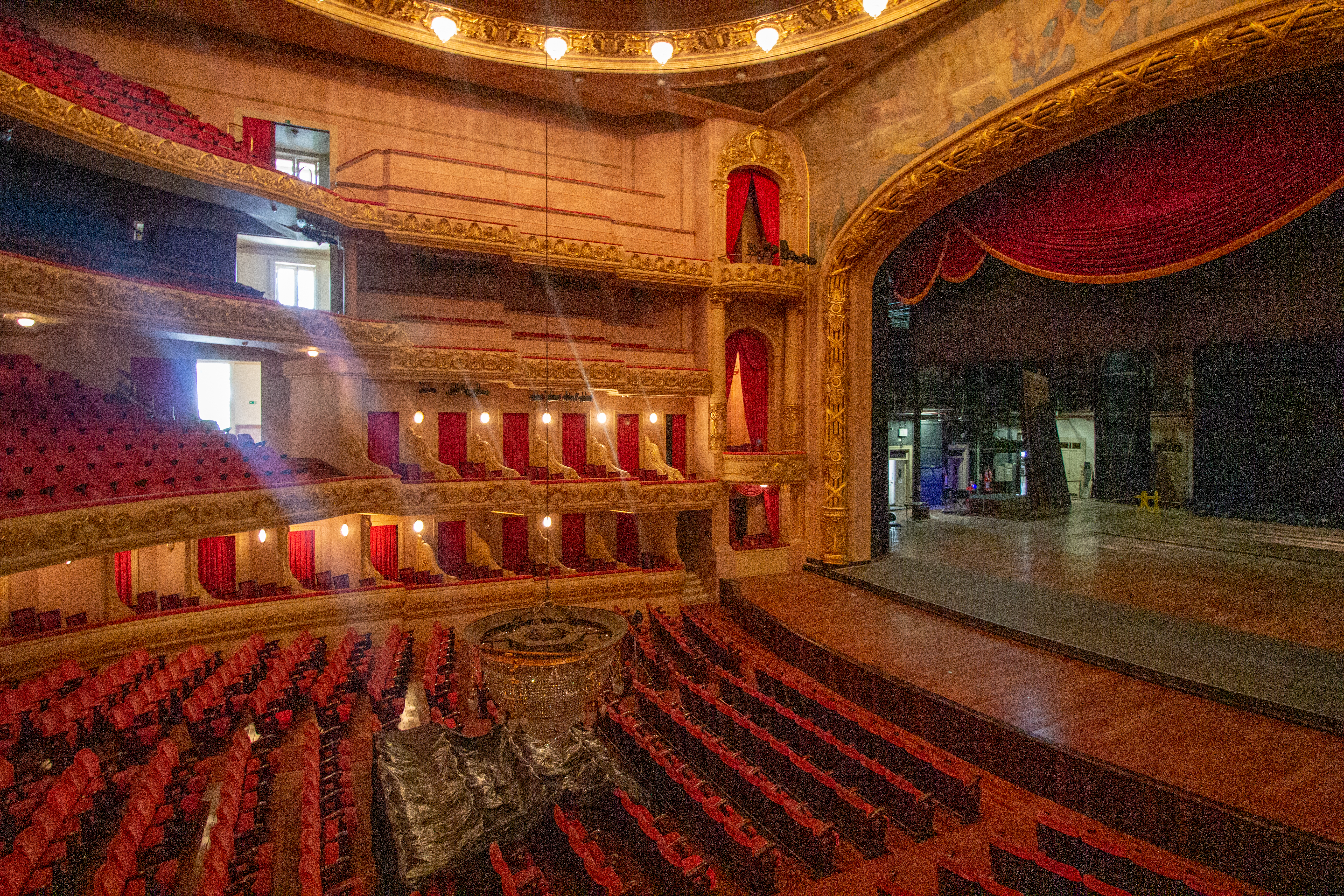
Interior do Theatro Municipal do Rio de Janeiro

Teatro, em arquitetura, é uma estrutura onde são apresentadas artes performativas, concertos musicais, teatro dramático e teatro lírico. O edifício do teatro serve para definir os espaços de representação e público. O espaço está normalmente organizado de forma a oferecer áreas de apoio aos intérpretes, à equipa técnica e ao público, bem como ao palco onde decorre a apresentação.
Existem tantos tipos de teatros quantos os tipos de espetáculos. Os teatros podem ser construídos especificamente para determinados tipos de produções, podem servir necessidades de performance mais gerais ou podem ser adaptados ou convertidos para serem utilizados como teatro. Podem variar desde anfiteatros, teatros ao ar livre a estruturas ornamentadas semelhantes a catedrais, proscénios, até salas simples e não decoradas ou em caixa-preta. Um palco arena é um exemplo da infinidade de palcos onde as peças podem ocorrer. Na criação e programação dos espectáculos que representa repercutem-se tanto os aspectos físicos da construção (como a localização, morfologia ou aparamento, por exemplo) como a propriedade e a política do local teatral, incluindo o carácter público ou privado da propriedade, alguma eventual especialização e o tipo de espectador para o qual se destina.
A construção de um teatro é considerada uma das maiores conquistas da arquitetura, tanto na civilização antiga e moderna como na civilização atual.

## História

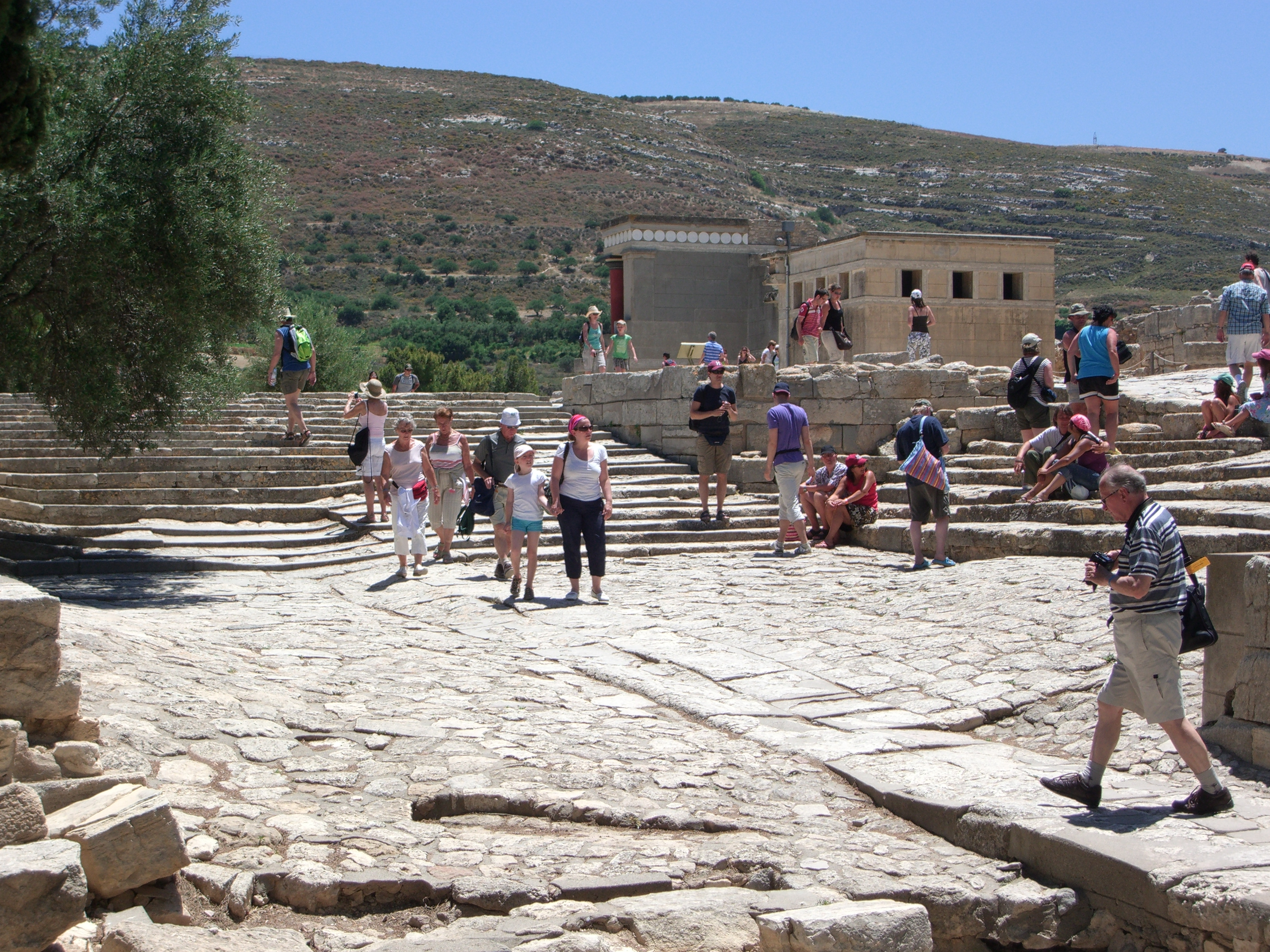
O teatro de Cnossos, da Idade do Bronze

### O teatro na Grécia antiga

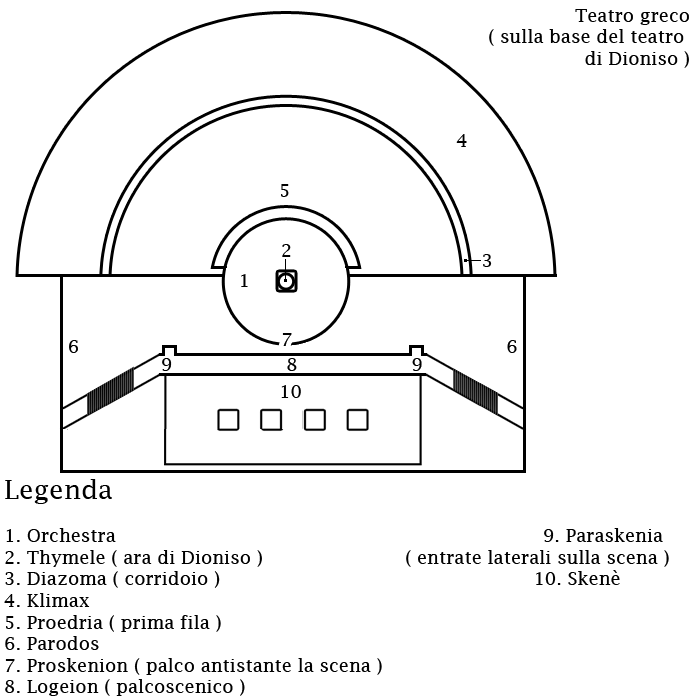
Representação esquemática de um teatro grego (século V - século IV a.C.)

O teatro na Grécia Antiga evoluiu de uma simples clareira para o público, para depois se tornar um espaço delimitado (circular ou trapezoidal) com bancos de madeira, evoluindo finalmente para uma verdadeira obra arquitetónica (século V - século IV a.C.). A formação e manifestação do espírito cívico no teatro, através da exaltação do orgulho patriótico e da identidade dos cidadãos atenienses evidenciam a importância do teatro na pólis grega.
O teatro grego sempre foi uma construção ao ar livre. Já nos teatros mais antigos encontram-se as três partes essenciais:
- a cavea (koilon), com um plano sectorial circular ou elíptico (muitas vezes superior a metade) em que estão dispostos os degraus, divididos em sectores, com assentos de madeira; geralmente a cavea é colocada contra uma colina para explorar a sua inclinação natural;
- a cena (skené), construção de planta alongada, disposta perpendicularmente ao eixo do auditório, inicialmente simples e de madeira, localizava-se num nível mais elevado do que a orquestra com a qual se comunicava a partir de escadas; a sua função original era apenas prática, ou seja, fornecia aos actores um local isolado para se preparar sem ser visto (em grego σχηνέ, skené, também significa "tenda"), mas cedo se percebeu que oferecia muitas possibilidades quando utilizado como pano de fundo cénico. Tornou-se, por isso, cada vez mais complexo e embelezado com colunas, nichos e frontões. A partir de 425 a.C. foi construída em pedra e com mais ornamentos;
- a orquestra (orkhestra, provém do verbo ὀρκέομαι, orkeomai, que significa dançar, indicava, na verdade, o local do antigo teatro onde as pessoas dançavam), circular, colocado entre o piso inferior do auditório e o palco, é o espaço central do teatro grego, aquele que está reservado ao coro. No centro localizava-se o altar de Dioniso (timele).

A génese e distribuição dos espaços na arquitectura teatral grega parecem mais complexas.
Fabrizio Cruciani (1992) esclareceu como o espaço dedicado às danças e aos cantos do coro, a orquestra (de orcheomai, à dança) determina os dois espaços-chave do teatro: o espaço dos espectadores (théatron, de théaomai, assistir, observar) e o espaço dos atores, o espaço cénico (skené, tenda). Melhor dizendo, se a primeira forma é o “théatron”, uma escada única composta por bancos de madeira colocados em frente ao chão da orquestra e utilizada também para assistir a espetáculos não dramáticos, a segunda deve ser entendida como uma tela ou cenário de tela pintada ou couro (em vez de um barraco ou uma tenda de campanha) colocado atrás do ator ou, melhor, hipockrités (i.e., aquele que finge, aquele que responde, que estabelece um diálogo com o coro) com a função de construir sobretudo um abrigo necessário para trocar a máscara e o traje e permitir que o ator
(havia apenas um na época de Tespis, no século VI a.C.) interpretasse outra personagem.

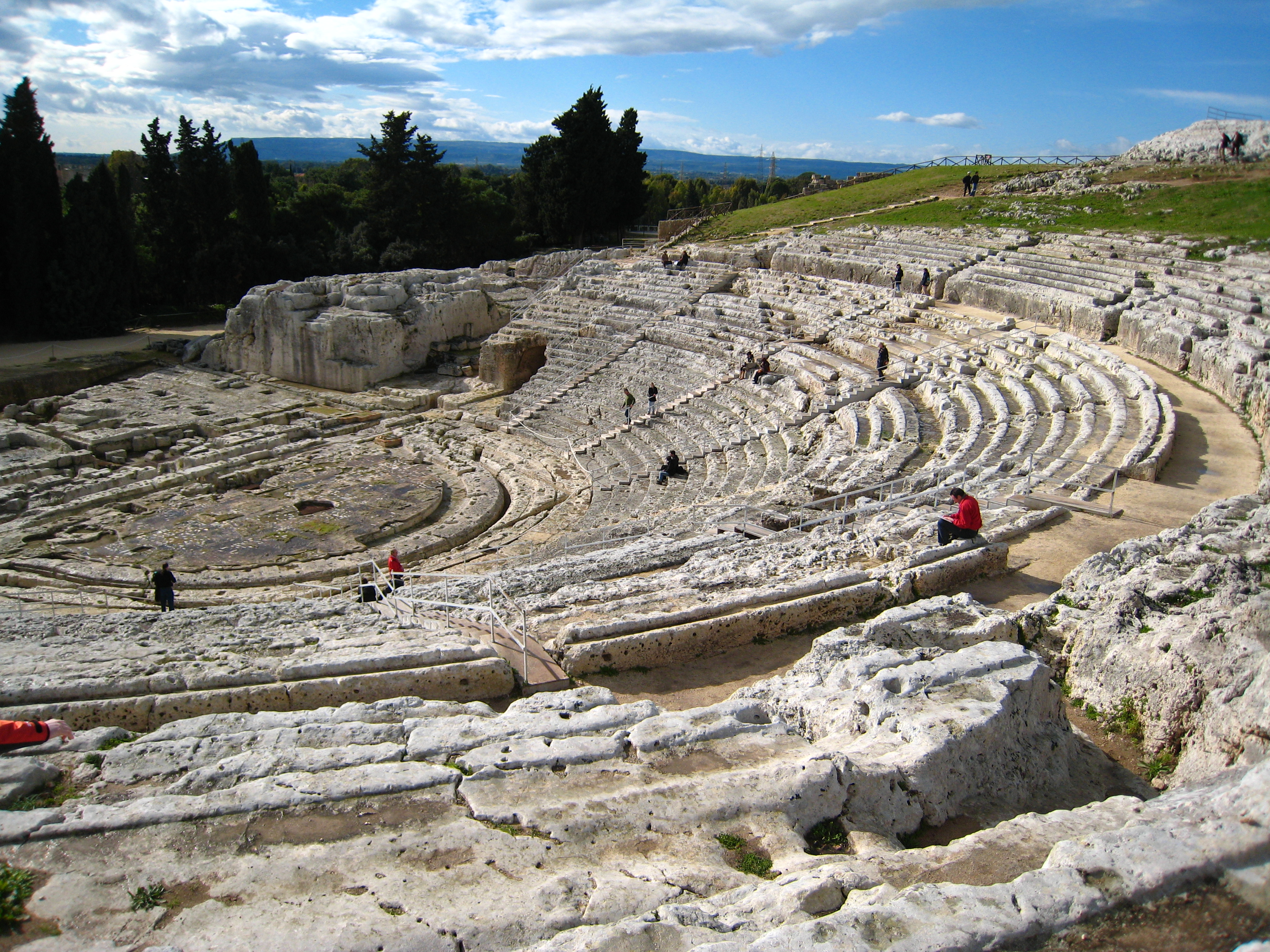
O Teatro Grego de Siracusa.

Posteriormente, já no século V e definitivamente no século IV, a orquestra deixa espaço para o palco que se torna o centro gerador de espaços autonomamente agregados que se qualificam como ambientes reais.
Certamente na primeira metade do século V o palco, feito de madeira, era de facto um espaço quadrangular tão longo quanto o auditório e bastante estreito, acessível aos actores que o acediam através de aberturas colocadas na parte frontal do palco em si (tyromata). A função já não é apenas a de servir de vestiário para a troca de roupa durante o espetáculo, mas também a de oferecer uma tela reflectora de som e um espaço fechado ou caixa de som, necessários para difundir palavras e sons; além disso, a fachada cénica (que mais tarde se tornou scaene frons e foi mantida até ao teatro do século XVI) serviu também como pano de fundo cénico do drama (geralmente, a fachada de um palácio real, talvez com uma única porta central de grandes dimensões; enquanto as restantes aberturas laterais podiam ser fechadas por painéis decorativos pintados ou pinakes).
A orquestra é, originalmente, um espaço rectangular de terra batida, já presente na ágora de Atenas do século VII, em que os coros bacchici foram cantados, executadas danças dionisíacas, recitadas métricas ditirâmbicas durante as celebrações em homenagem a Dionísio, chamada cidade Dionísia ou grande Dionísia, que envolviam concursos de tragédias. Em frente a este espaço encontrava-se o théatron, constituído por uma escada compacta e alta composta por bancos de madeira (ikrìa), semelhante ao que vemos representado no vaso de figuras vermelhas de Sófilos do museu arqueológico ou nacional de Atenas. Este espaço teatral original era retangular ou poligonal, com degraus em forma de L, duplo L ou trapezoidal, em frente a uma orquestra do mesmo formato, como sugeririam algumas formas teatrais arcaicas de pedra, como o teatro de Torikos, que data do final do século V. Nos degraus estava sentado um público bastante agitado que participava nas disputas dramáticas de uma forma bastante indisciplinada, levantando-se para aplaudir, gritar, protestar ou bater ruidosamente os calcanhares nas mesas para expressar a sua decepção para com um ator.
Não é, portanto, de estranhar que estes edifícios, particularmente inseguros em si mesmos, possam ruir como informa Suda, mesmo que seja um pouco improvável que por esta razão as autoridades atenienses tenham decidido construir, na VII Olimpíada (500-497 a.C.), um teatro, também feito de madeira, no cume do monte da acrópole, escavando a rocha e arranjando assim os degraus num espaço envolvente que o tornaria mais compacto (o koilon), que viria a albergar os degraus de pedra. Na realidade podemos imaginar espaços mais teatrais, talvez de forma rectangular ou poligonal, mas diferentes, localizados perto de recintos sagrados, como o Leneo ou o de Dionísio Eleutério e perto da própria ágora de Atenas. Estes espaços devem ter albergado as obras dos grandes trágicos e do dramaturgo Aristófanes durante o século V.
Talvez durante a regência de Péricles, que em 473-472 a.C. foi responsável pela realização dos Persas de Ésquilo e que mandou construir um odeão (Odeão de Péricles) e os locais de encontro como o buleutério reformados em forma teatral, as pessoas começaram a pensar sobre a criação de um teatro de Dionísio permanente em pedra; um sonho que só pôde tornar-se realidade com Licurgo entre 336 e 323 a.C. O teatro era agora um organismo arquitectónico completo que era definido por um lanço de degraus esculpidos na rocha (koilon) formado por fiadas de degraus de pedra com 35 cm de altura e 78 cm de largura; o primeiro degrau marcava a circunferência da orquestra (pòdion) e continha assentos de honra (trònoi) com encostos e braçadeiras (no teatro de Dioniso eram 77, reservados às autoridades públicas e religiosas, os poucos restantes são da época romana). O conjunto dos degraus reunia o resto dos espectadores, pouco menos de 17 000 no grande teatro de Dionísio, e era interceptado por um degrau mais largo que os outros denominado diàzoma , que tinha como função dividir o koilon em duas secções, uma na parte superior e outra na parte inferior. Para facilitar a entrada, saída e disposição dos assentos, foram criadas escadas (klimakes) que dividiam o koilon em vários segmentos ou setores verticais denominados kerkidès. Quanto à orquestra, tinha uma forma circular (assim se manteve no teatro de Epidauro), o diâmetro era bastante grande (24 m no teatro de Dioniso), o pavimento era inicialmente feito de terra batida; mais tarde, na época helenístico-romana foi pavimentado em mármore, e no centro foi colocado o altar de deus.

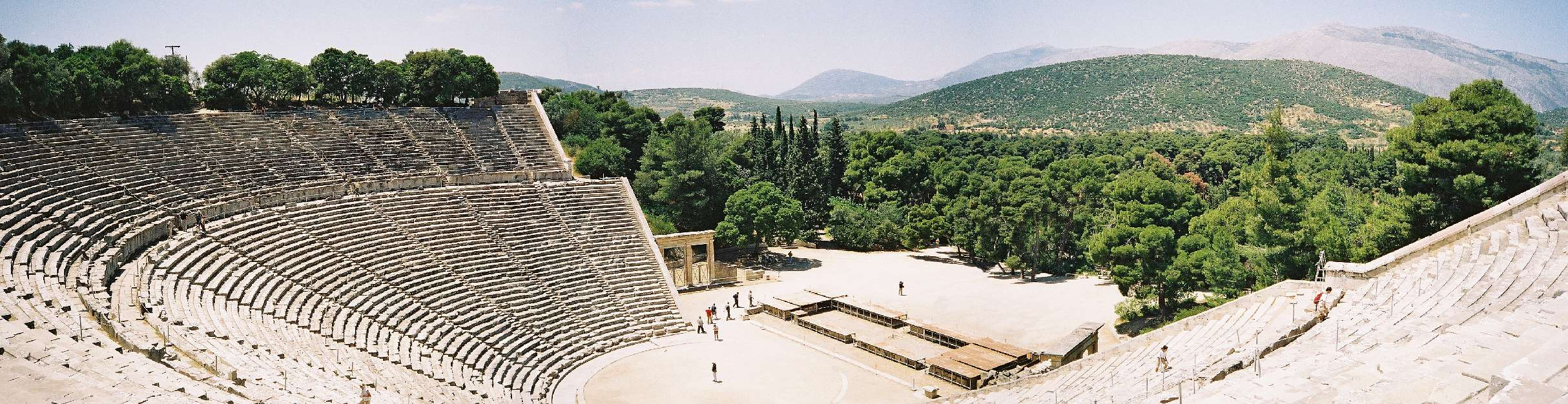
O teatro de Epidauro na Grécia

Entre koilon e skené existiam corredores com cerca de 5 metros de largura (parodos), por onde o público entrava para se dirigir para os lugares do auditório, mas também o coro para se instalar a orquestra. No século III as duas entradas eram fechadas por duas portas monumentais (pilões); uma encontra-se no teatro de Epidauro que, ao que parece, inaugurou o seu uso por motivos puramente sacrais: na verdade, serviam para impedir a entrada de animais no espaço sagrado do teatro. No que diz respeito ao ambiente cénico, é possível pensar que era composto, ainda no período do teatro de pedra, por alguns elementos de madeira, ainda que estes devessem ter apenas valor decorativo (pìnakes) , formado por painéis pintados de vários tamanhos, como demonstram as inscrições do teatro de Oropos, colocadas na tyromata ou nas intercolunas do pórtico do proscénio. Os atores representavam uma plataforma de madeira enquadrada por duas partes dianteiras laterais ou parascenos (paraskenia), que podiam ser do tipo mais simples ou mais maciço (como no teatro de Dionísio em Atenas ou em Iatas em Sicília, onde permanecem importantes vestígios de pedra) ou do tipo colunata, evidenciado num fragmento de vaso de 360 a.C.-390 a.C., denominado Grupo Konnakis, com uma representação trágica (talvez Ifigénia em Tauris) de figuras vermelhas.
O ator movia-se sobre uma plataforma (“logeion”) com pouco mais de 3 metros de largura. Além disso, também apareciam no alto, no telhado do cenário, para desempenhar o papel de deus, neste caso falamos de theologeion e no chão da orquestra, através num corredor subterrâneo ou escadaria de Caronte (como no teatro de Priene ou em Siracusa), para aparição da vida após a morte.

Entre os teatros gregos de que permanecem evidências notáveis estão o teatro de Dionísio em Atenas, de Segesta, de Siracusa, de Delfos, de Epidauro, de Tindari.

### O teatro na Roma antiga

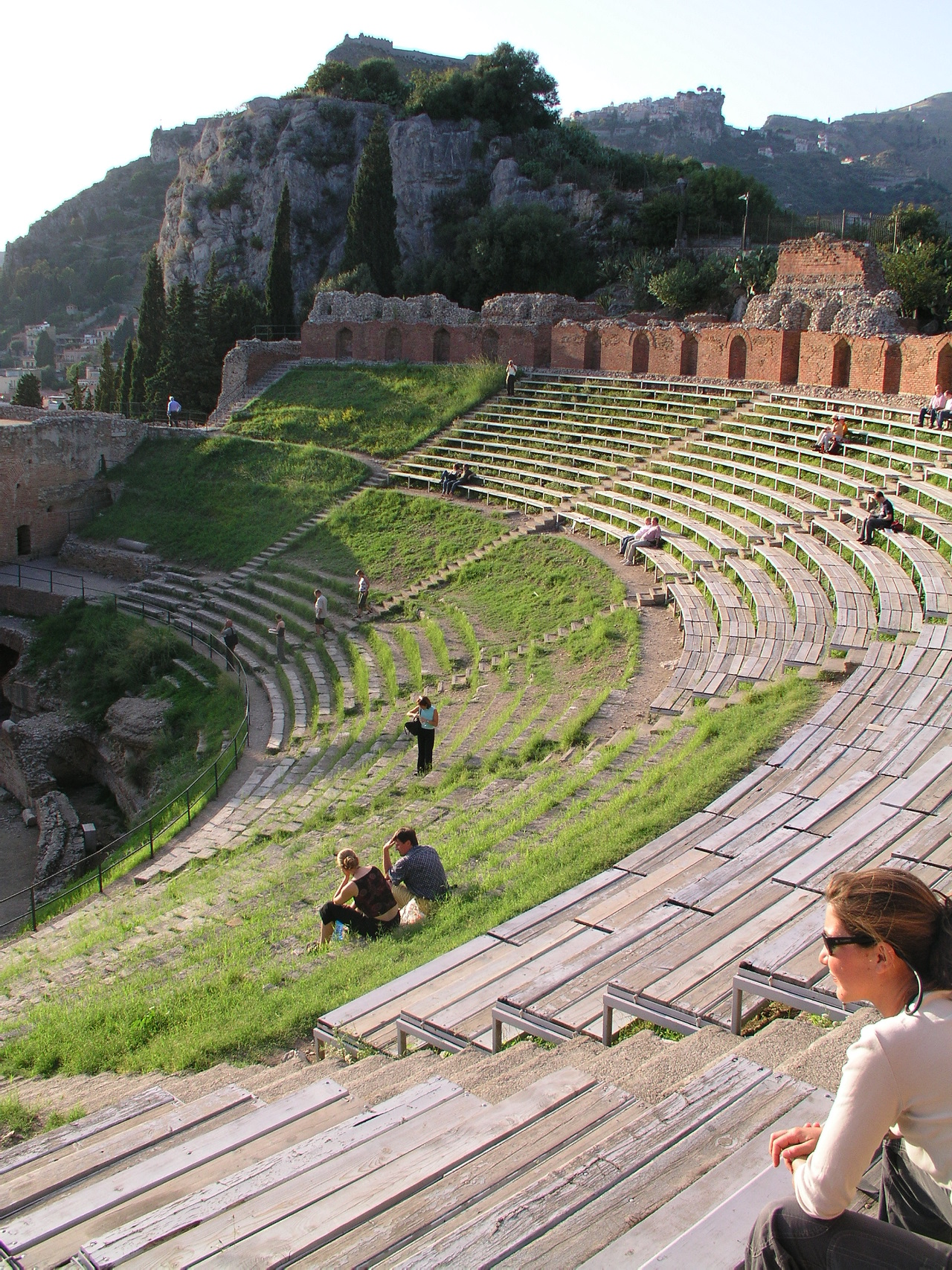
O Teatro Antigo de Taormina

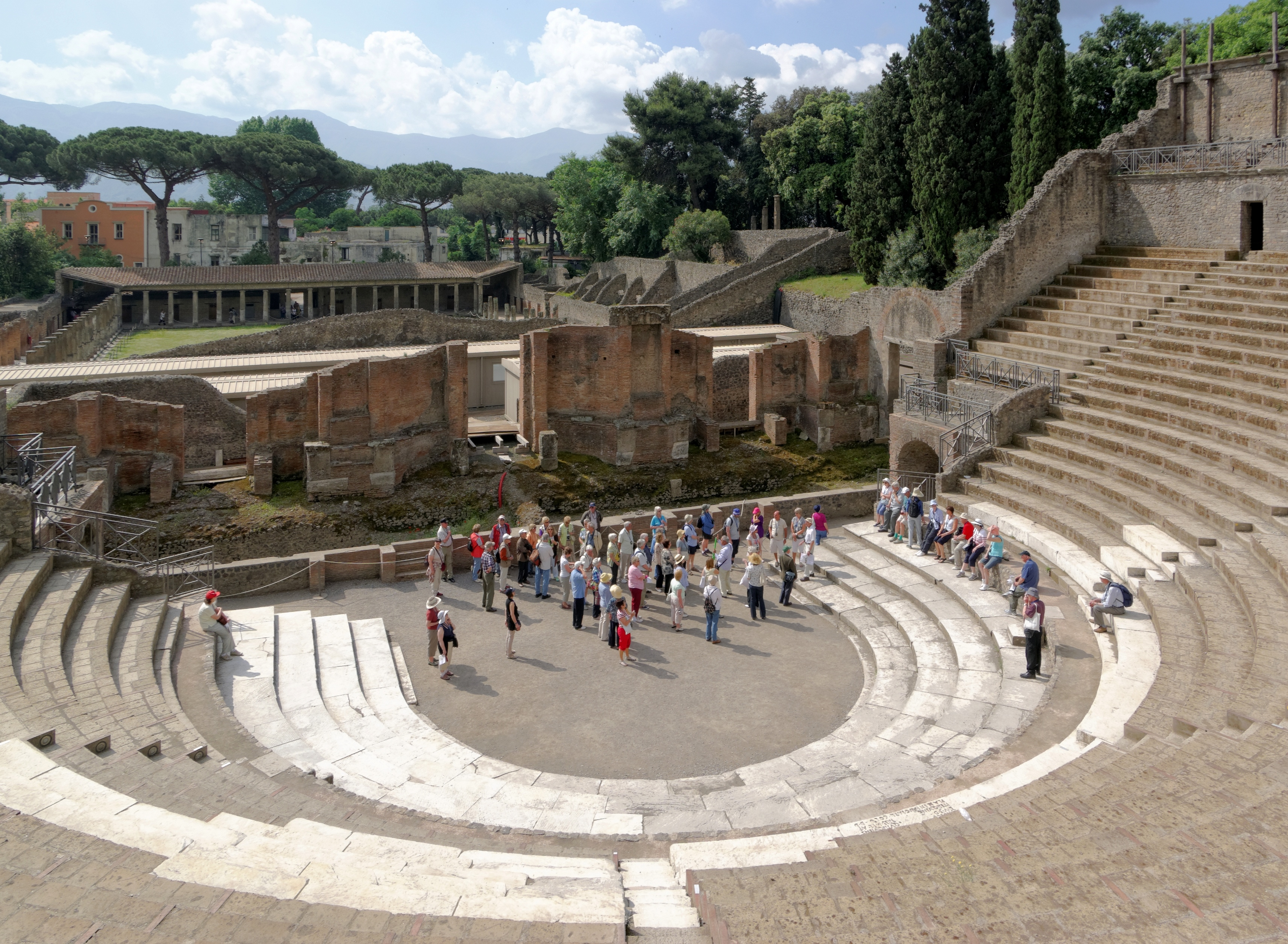
O grande teatro de Pompéia

As semelhanças entre os teatros romanos e os primeiros teatros gregos devem-se em grande parte à influência da Grécia antiga no triunviro romano Pompeu. Na verdade, grande parte da influência arquitetónica dos romanos veio dos gregos, e o projeto estrutural do teatro é apenas um exemplo. Entretanto, os teatros romanos tinham diferenças específicas: por exemplo, tinham fundações próprias e não eram construídos sobre obras feitas exclusivamente de terra nem estavam fechados em toda a sua volta por colinas naturais. Além disso, os teatros romanos eram construídos sobre uma superfície plana e possuíam palcos maiores que os gregos, construídos sobre colinas. Por fim, no teatro romano os espectáculos destinavam-se apenas a entreter, enquanto no teatro grego deveriam educar os cidadãos e também contribuir para a sua educação moral.
Os teatros romanos herdam a sua disposição básica do Teatro de Pompeu, o primeiro teatro romano permanente, construído como já foi referido anteriormente em 55 a.C..
Os antigos romanos utilizaram o modelo do teatro grego, fazendo-lhe algumas modificações essenciais. O primeiro e mais antigo teatro romano de alvenaria foi construído no final da era republicana em Bonónia (actual Bolonha) por volta de 88 a.C., com um hemiciclo de cerca de 75 metros de diâmetro e degraus de tijolo. A novidade arquitetónica deste teatro consistia numa estrutura totalmente autónoma e autoportante, alicerçada numa densa rede de paredes radiais e concêntricas. Foi posteriormente ampliado e embelezado com mármores finos na era imperial por Nero em meados do século I.
Em Roma, o primeiro teatro construído inteiramente em alvenaria foi o do Pompeu, de 55 a.C.. Os degraus semicirculares do auditório assentam então em arcos e abóbadas de alvenaria, e eram ligados ao palco com loggias laterais. Isto permite ao edifício do teatro uma localização autónoma e mais flexível e ser equipado com uma fachada exterior ornamentada e monumental. A fachada da cena foi elevada a vários andares e decorada, até se tornar fronts scenee, proscénio. O uso do palco torna-se mais complexo devido à utilização de maquinaria teatral. Surge a cortina, que é descida para um recesso especial durante a apresentação, enquanto o velarium, de origem naval, é utilizado para proteger os espectadores do sol..
Entre os teatros romanos de que sobrevivem vestígios notáveis, devemos mencionar o de Pompéia (de formas ainda muito próximas das gregas), Marcelo em Roma , os teatros de Catania, de Lecce, de Ostia, de Nápoles, de Ercolano, de Pozzuoli, de Teramo, de Fiesole, de Spoleto, de Trieste, de Verona, de Helvia Recina em Macerata de Carsulae, de Arles, de  Vienne e de Orange em França, de Mérida e Sagunto em Espanha, de Sabratha  e Leptis Magna na Líbia, de Bosra na Síria, de Éfeso e de Hierápolis na Ásia Menor, do Volterra.

### Lugares teatrais na Idade Média
A partir do século V a reprovação cristã dos espetáculos pagãos (por vezes licenciosos) produz leis contra toda a forma de entretenimento e provoca o descarte sistemático dos espaços teatrais, com transformações arquitectónicas e muitas vezes mudanças irreversíveis do seu destino.
A Idade Média é, portanto, caracterizada pela falta de edifícios teatrais especialmente construídos para esse efeito, mas não pela cessação de toda a atividade do espectáculo. Apesar da oposição da Igreja, de facto, a tradição dos bobos, malabaristas e menestréis sobrevive. Eram apresentados num simples banquete (daí o nome saltimbanco) que encontra espaço nas tabernas, praças e ruas da cidade. Os mais sortudos são contratados nos tribunais, quer permanentemente, quer por ocasião de festas e banquetes.
Paralelamente ao teatro profano, a partir do século X, a própria Igreja deu vida, através da espetacularização dos textos bíblicos, a uma nova forma de teatro. Diante do problema de explicar uma nova religião para uma população em grande parte analfabeta, as igrejas no início da Idade Média começaram a encenar versões dramatizadas de eventos bíblicos específicos em dias específicos do ano. As dramatizações foram incluídas para vivificar as celebrações anuais. Inicialmente tratava-se apenas de uma adaptação das escrituras, com a ampliação da parte dialógica para efeitos de uma breve representação, que acontece em frente ao altar da igreja.  É o caso, por exemplo, do Quem Quaeritis, diálogo dramatizado cantado e representado por três diáconos que fingem ser as três Marias do túmulo e por uma quarta que finge ser o anjo que os acolhe, os questiona sobre a sua busca e revela a ressurreição de Cristo. Este diálogo teve lugar primeiro no espaço ocidental da igreja carolíngia, depois no altar ou junto a um simulacro de túmulo na igreja românica. Outras expansões levam à criação das representações sagradas, cujos episódios são representados em diferentes locais dentro das catedrais: cada lado da capela, cada espaço entre duas colunas, cada canto da igreja pode tornar-se um dos “locais delegados” (daí a expressão atual) para a encenação.
O espaço cénico da representação, em Itália, é mais propriamente o do presbitério, utilizando as portas do seu recinto frontal como entradas e saídas e, especialmente em Florença nas igrejas de Oltrarno, a "ponte" que dá para esta cerca, usada para aparições, epifanias, ascensões ou descidas de personagens sagradas. As representações sagradas tornam-se cada vez maiores e mais sumptuosas, tanto que a igreja já não tem condições para as acolher. Passamos depois para o adro em frente ao edifício de culto e depois para as praças e ruas da cidade, que desde o século XIV têm visto todos os cidadãos participarem na encenação dos imponentes dramas cíclicos , para os quais as diversas guildas cidades constroem lugares cada vez mais majestosos e carros alegóricos. As grandes instalações são as paixões nos centros comerciais do norte da Europa, por exemplo em Lucerna, em Mons, em Valenciennes.
As cerimónias litúrgicas incluíam aspectos de dramatização teatral: diálogo, música, utilização de elementos cenográficos, pelo que podemos falar de dramas litúrgicos (especialmente por ocasião do Natal). Na França, primeiro por ocasião das Cinzas, foram realizados os Mistérios (representação sagrada) , estruturados em ciclos de episódios bíblicos (o mais antigo é o Mistério de Adão, escrito no século XII, obra de um anglo-normando anónimo). Na Itália, a lauda dramática nasceu da lauda lírica, em que o autor dava voz diretamente aos seus personagens. Um dos assuntos mais frequentes foi a Paixão de Cristo e o sofrimento da Virgem e dos santos.

### A cena quinhentista

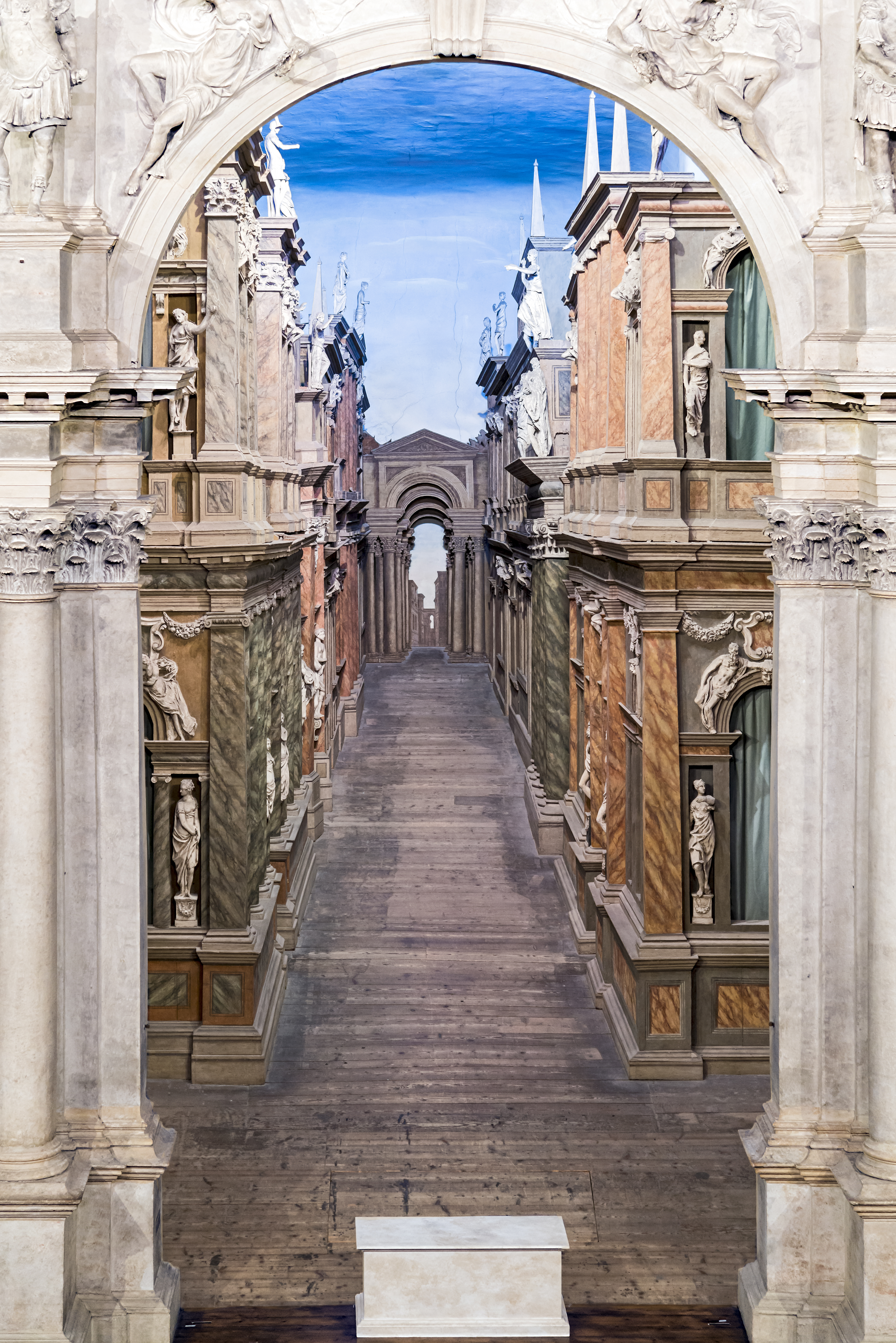
Teatro Olímpico de Vicenza: as cenas originais em madeira de Vincenzo Scamozzi são visíveis para além da porta real da parede do proscénio projectada por Andrea Palladio

Durante o renascimento do século XVI, ainda sem um local específico, as representações teatrais, de carácter clássico, eram geralmente realizadas ao ar livre, muitas vezes nos pátios dos palácios nobres cujos proprietários eram os principais utilizadores (e muitas vezes também actores e argumentistas) desses programas. Por exemplo, em Roma, o palácio Riário, onde os atores atuaram no espaço da loggia colonada que, na cultura do humanismo de Pomponio Leto, pretendia ser uma reconstituição da cena clássica.
A “cena” era portanto temporária, adaptada na loggia dos pátios, onde eram utilizadas principalmente cortinas que se abriam e fechavam durante as entradas e saídas dos atores. Após a difusão do espaço perspectivo e a criação de um ambiente unitário, num palco específico, colocado num salão de festas durante cerimónias dinásticas ou no âmbito do carnaval, passou a ser determinado, na década de 1510 do século XVI, uma cena urbana em perspectiva representada ilusionisticamente pela justaposição de planos figurados numa perspectiva centralizada (bastidores e cenário), cujo ponto de fuga foi colocado a uma altura específica que coincidiu com a visão perfeita do príncipe sentado no centro da sala. Os espectadores podiam ser dispostos de duas formas: ou com um lanço de escadas em frente ao palco ou com tribuna lateral para as mulheres e bancos centrais para os homens com palco elevado para a principal autoridade do partido. Este arranjo era naturalmente temporário e foi desmantelado no final da festa, mas teve uma importância considerável do ponto de vista estrutural, pois, ainda que de forma efémera, determinou a disposição teatral do interior.
A definição da praça da cena urbana em perspectiva encontra o seu terreno fértil na actividade romana de Peruzzi e na actividade florentina de Aristotele da Sangallo. Peruzzi entre 1525 e 1536, numa série de instalações por encomendas papais ou nobres, determinou uma tipologia piazza plus via, na qual são justapostos dois níveis cénicos, um na direcção da largura, que possui construções de madeira acessíveis aos atores na área do proscénio, e uma ao longo da extensão que organiza construções figurativas nas alas e no cenário. Aristóteles da Sangallo criou em Florença, entre 1520 e 1540, uma cena que se desenvolve no sentido de largura e contrasta o simbolismo romano do peruano com um realismo florentino, atento à realidade urbana.
Estas experiências foram acolhidas e resumidas por Giorgio Vasari entre 1542 e 1565, desde a sua experiência veneziana do Talanta, para uma comissão privada até à florentina para a comissão principesca do Palazzo Vecchio. A cenografia define-se no sentido da profundidade, “um longo caminho ladeado de edifícios”, no do realismo antiquário e urbano, do ilusionismo óptico-luminístico, no enquadramento da vista através de uma elevação cénica.
No final do século a cenografia encontra, no plano teórico, uma codificação nas canónicas três cenas de perspectiva (cómica, trágica, satírica) que retoma num sentido moderno à concepção cénica de Vitrúvio em o Tratado sobre as cenas do II livro de Arquitectura publicado em 1545 por Sebastiano Serlio; enquanto ao nível da prática construtiva encontram a grande realização monumental permanente em madeira da cena do Teatro Olímpico de Vicenza (1585) esboçada por Andrea Palladio, autor de o auditório do teatro, e criado por Vincenzo Scamozzi após a morte do mestre, combinando a tradição da cena monumental romana (o enquadramento do proscénio com arcos) a experiência da cena urbana em perspectiva, com acentuação de longos pavimentos recuados com três focos para três ruas distintas enquadradas por arcos.
Finalmente, em Florença, o auge da cena maneirista e já pré-barroca foi atingido por um aluno de Vasari, Bernardo Buontalenti que nos anos noventa desenhou grandes cenários ilusionistas para o teatro permanente do Uffizi. Nasceu a cenografia moderna: do experimentalismo das primeiras décadas do século chegamos a uma cena de virtuosismo perspéctico ao nível da profundidade, totalmente enquadrado num prospecto com função de moldura e capaz de mostrar múltiplas visões cénicas com óptica variável, em nome já não da natureza estática, mas do dinamismo cénico.

### Teatro isabelino
O teatro isabelino foi um dos períodos artísticos de maior esplendor do teatro britânico, marcado pelas obras de dramaturgos como William Shakespeare, Christopher Marlowe e Ben Jonson.
No seu sentido mais estrito, coincide com o reinado de Isabel I de Inglaterra e, portanto, com a era isabelina (1558-1603); por vezes, porém, inclui também a produção teatral sob o reinado de Jaime I, ou da era jacobita (1603-1625). De acordo com um significado ainda mais amplo, como Teatro do Renascimento Inglês deveria ser estendido aos fenómenos teatrais que floresceram no período do renascimento em Inglaterra, portanto desde a reforma anglicana de Henrique VIII (década de 1530), até 1642, ano em que o parlamento, dominado pelos puritanos e hostil a Carlos I, proibiu as representações teatrais pouco antes do início da guerra civil.
O teatro de todo o período está tradicionalmente associado a duas grandes figuras: a Rainha Isabel (1533-1603), de quem tem o nome, e o dramaturgo William Shakespeare (1564-1616), o expoente máximo deste período e um dos maiores autores de teatro de todos os tempos. A par dos aspectos económicos da profissão teatral , a personagem do drama mudou no final do período: sob Isabel, o drama era uma expressão unitária, independentemente da classe social envolvida: a corte assistia às mesmas representações que as pessoas comuns viam nos teatros públicos, enquanto que com o desenvolvimento dos teatros privados o drama se tornou mais orientado para os gostos e valores de um público de alta classe. Na última parte do reinado de Carlos I poucas peças novas foram escritas para o teatro público, que se apoiava nas obras acumuladas das décadas anteriores. 
Quando os primeiros teatros fora da City surgiram em Londres, no século XVI, conservaram muito da sua antiga simplicidade. Originalmente derivado dos circos da época para lutas entre ursos ou cães ou das "pousadas", estalagens provinciais baratas, o edifício do teatro consistia numa construção simples em madeira estrutural ou pedra, muitas vezes circular e dotada de um grande pátio interno fechado a todos ao redor, mas sem teto. Este pátio tornou-se as bancadas do teatro, enquanto as galerias derivam das varandas internas da pousada. Quando a pousada ou o circo se transformaram em teatro, pouco ou nada mudou na antiga construção: as apresentações aconteciam no pátio, ao sol. O ator elisabetano atuou no meio, não na frente do povo: na verdade o palco “entrou” em uma plateia que o rodeava por três lados (apenas a parte traseira foi reservada aos atores, permanecendo próxima ao prédio). Tal como na Idade Média, o público não era simplesmente um espectador, mas um participante do drama. Um exemplo de teatro da era elisabetana é a reconstrução do Globe Theatre utilizado pela companhia de Shakespeare.

#### O Teatro Olímpico e o Teatro de Sabbioneta

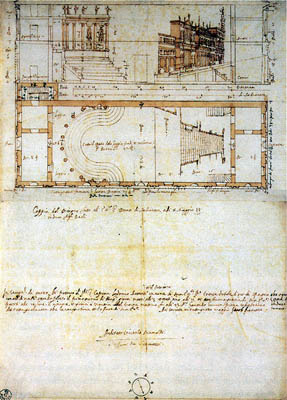
Projecto do Teatro de Sabbioneta de Vincenzo Scamozzi

O primeiro teatro coberto estável da era moderna é geralmente considerado o Teatro Olímpico de Vicenza de Andrea Palladio (1508-1580), o único a manter as cenas originais intactas. O famoso arquitecto veneziano relatou nesta última obra os resultados dos seus longos estudos sobre a estrutura do teatro clássico, baseados na interpretação filológica do tratado De architectura de Vitruvius e na investigação direta das ruínas dos teatros romanos ainda visíveis na época, incidindo em particular na problemática operação de reconstrução da imponente parede do proscénio do teatro romano (do qual não restam testemunhos visíveis, mas apenas descrições em alguns textos).
Engenhosamente criado no seio de estruturas medievais preexistentes, o Teatro Olímpico após a morte de Palladio foi concluído em 1585 por Vincenzo Scamozzi (1548-1616), que criou a notável cena com perspectiva acelerada, inicialmente concebida para uma representação única (Édipo Rei por Sófocles) mas depois mantido “in loco”, a única da época mantida intacta e ainda em uso.
Fortalecido por esta experiência, Vincenzo Scamozzi construiu alguns anos mais tarde, entre 1588 e 1590, o primeiro edifício teatral da era moderna construído especificamente para albergar um teatro (estável, coberto e urbanisticamente autónomo, dotado de exterior próprio): o Teatro all'Antica encomendado pelo Duque Vespasiano Gonzaga para a pequena "cidade ideal" o qual, Sabbioneta na província de Mântua, utilizou então como local de entretenimento, apesar das intervenções de restauro do século XX que não respeitaram a arquitectura original. É um exemplo claro de teatro moderno pela presença de elementos muito inovadores para a época, tais como: a fachada independente, o sistema de entrada diversificado, a forma mixtilinear do auditório, a orquestra inclinada, os bastidores equipados com camarins para os comediantes e músicos. Um espaço teatral equilibrado entre a tradição e a inovação que resumiu de forma brilhante a cultura teatral do século XVI e se abriu ao futuro.